# Castillo de Trécesson
El castillo de Trécesson (del francés: Château de Trécesson) es un castillo medieval francés  situado en la comuna de Campénéac en el departamento de Morbihan (cerca del bosque de Brocéliande).
Se trata de una propiedad privada cuyos imponentes muros de pizarra rojiza reflejados en el estanque que le rodea constituyen uno de los mejores ejemplos de arquitectura medieval bretona conservados hoy en día. Está clasificado como Monumento Histórico de Francia.

## Arquitectura
La entrada se produce por un puente sobre el foso que da acceso al portón flanqueado por dos torres unidas por una galería voladiza con un matacán. A su derecha se encuentra una gran fachada casi sin ornamento coronada con un techo de losas pizarra negra y terminada por una torre de planta hexagonal. Alrededor del patio interior (de forma trapezoidal) se encuentra el corps de logis (el área noble del castillo) de factura más reciente (finales del siglo XVIII) y a su izquierda una zona de dormitorios y la pequeña capilla señorial.

## Historia
Se desconoce la fecha del primer asentamiento sobre el castillo de Trécesson. En textos del siglo VIII aparece mencionado como hogar de los señores de Plöermel y Campénéac. Posteriormente lo sería de la familia Trécesson, de la que se tiene conocimiento a partir del siglo XIII y cuyo primer gran representante sería Jean de Trécesson, condestable de Bretaña.
La tradición data la construcción del castillo por parte de dicha familia en el siglo XIV si bien los expertos aseguran que el conjunto actual es del siglo posterior y que fue en 1440 cuando la última heredera de los Trécesson (casada con Éon de Carné) y su hijo François emprendieron una transformación/reconstrucción del castillo.
El linaje de los Carné-Trécesson cesaría en 1773 con el matrimonio de su heredera Agathe con René-Joseph Le Preste de Châteaugiron que se convierte en propietario del castillo.
Propiedad que cambiaría de manos en los años posteriores pasando por las familias Bourelle de Sivry, Perrien, Montesquieu y Prunelé. Siendo la condesa Prunelé quien lo habita en la actualidad.
En junio de 1793, en pleno Terror el castillo sirvió de refugio al diputado girondino Jacques-Joseph Defermon des Chapelières que había firmado una protesta contra la exclusión de los girondinos.

## Leyendas
Hay varias leyendas ligadas al castillo. La más conocida es la de una Dama blanca, un tipo de espíritu femenino bastante frecuente en el folclore europeo.